# Estadio Alfonso Colmán
El Estadio Alfonso Colmán es un estadio de fútbol de Paraguay que se encuentra ubicado en la ciudad de Fernando de la Mora, vecina a la capital de país, Asunción. En este escenario, que cuenta con capacidad para 7000 personas, hace las veces de anfitrión el equipo de fútbol del Club Sport Colombia.
Debe su nombre en homenaje a don Alfonso Colmán Barboza, quien fuera uno de sus presidentes más destacados por su dedicada labor al frente de la institución durante más de dos décadas.
El estadio es testigo de un hecho histórico, a finales del año 1936 se jugó el primer partido de fútbol con luz artificial en el Paraguay.
El estadio es también usado para conciertos, debido a su privilegiada ubicación.
A finales de septiembre de 2016, surgieron noticias sobre la posibilidad que el estadio dejaría de pertenecer al club Sport Colombia, debido a una demanda que desembocaría en remate del predio.